# جروم هیومت
جروم هیومت (انگلیسی: Jérôme Hiaumet؛ زادهٔ ۱۲ آوریل ۱۹۷۹) بازیکن فوتبال اهل فرانسه است.
از باشگاه‌هایی که در آن بازی کرده‌است می‌توان به باشگاه فوتبال آنژه، باشگاه فوتبال کن، و باشگاه فوتبال کان اشاره کرد.
وی همچنین در تیم ملی فوتبال زیر ۱۸ سال فرانسه بازی کرده‌است.